# Pieter Verheyen
Pieter Karel Emanuel Verheyen (Gent, 15 januari 1747 – aldaar, 10 januari 1819) was een componist, organist en zanger wiens loopbaan verliep van zijn geboorte in de Oostenrijkse Nederlanden over de verschillende regimewisselingen onder Frans bestuur tot na de oprichting van het Verenigd Koninkrijk der Nederlanden. Zijn werk zou ”onmiskenbaar aanwezige esthetische kwaliteiten” vertonen.

## Jeugd, opleiding en kerkmuziek
Pieter Verheyen was de zoon van Isabelle Arnau en Jan Jacob Verheyen. Hij zong als koorknaap in de Sint-Baafskathedraal in Gent. De organist Josse Boutmy was zijn muziekleraar.
Later studeerde Verheyen compositie bij Ignaz Vitzthumb, de directeur van de Brusselse Muntschouwburg en bij François-Joseph Krafft, de kapelmeester van de Sint-Baafskathedraal in Gent. Hij zong in kerken in Brugge en Gent en bij verschillende muziektheaters. Hij dirigeerde tevens in Maastricht.
Zijn vroegste composities – kerkmuziek - dateren van 1778. In 1786 werd hem de functie van gewoon componist, compositeur ordinaire de Son Altesse, Prins Ferdinand Lobkowitz, bisschop van Gent, toegewezen.

## Godsdienstvervangende patriottische hymnen en cantates
Nadat Verheyen zijn stem verloren had, kreeg hij onder het Franse bestuur een administratieve betrekking toegewezen. Hij werd organist van de tempel van de rede, de Temple de la Raison, in 1793 en later bij het Ursulinenklooster. Er werden onder “republikeins” bestuur in Gent jaarlijks een aanzienlijk aantal zogenaamde nationale plechtigheden gevierd. De gelegenheidswerken zoals hymnen en gezangen die toen in de tempel van de Wet werden uitgevoerd, waren gewoonlijk door dezelfde drie Gentse musici gecomponeerd; naast Verheyen waren dat Karel Ots en Karel-Lodewijk Joseph Hanssens sr. Op 1 Vendémiaire, jaar VIII (23 september 1799) werd een patriottische cantate opgevoerd met als titel: Présent des Dieux, Liberté chérie. Verheyen heeft in deze jaren ook een Hymne à la paix pour la fête du 30 brumaire; an VI (20 november 1797) gecomponeerd.

## Opera
Naast geestelijke muziekstukken en later “vervangende” republikeinse hymnen en cantates, componeerde Verheyen ook theatermuziek:
- Les Chevaliers ou Le Prix de l'arc, opera op libretto van Duperron (opgevoerd op 20 en 23 januari 1779, in het Gents theater)
- Divertissement lyrique dédié à Son Altesse [...] Ferdinand de Lobkowitz, évêque de Gand. Par F. J. Sacy, curé de Sommerghem, en reconnoissance des bienfaits de Son Altesse, le 25 août 1788. Les paroles par l'abbé Ghiot, aumonier honoraire de Son Altesse, lyrisch divertissement op libretto van abbé Ghiot (25 augustus 1788, Gent)
- De Jagtparty van Hendrik IV, opera (1794)
- Le Jardin de l'amour ou Les Noces d'Alexis (1794)[6]

## Laatste decennium en overlijden
Verheyen schreef in 1810 een requiem naar aanleiding van het overlijden van Joseph Haydn. Toen de Société royale des Beaux Arts et de la Littérature de Gand een compositiewedstrijd met Waterloo als thema hield, was Verheyen in 1816 met La journée de Waterloo een van de deelnemers.
Volgens de verklaring van overlijden van Pierre Charles Emmanuel Verheyen ("professeur de musique"), opgemaakt 11 januari 1819, overleed hij de dag daarvoor ("hier à deux heures"). Hij was gehuwd met Catherine Vercauter. Verheyen stierf na een langdurige ziekte.

## Waardering
In een byvoegsel aan de nieuwe Gentse uitgave door Desiderius Vanderhaeghen uit 1829 van de De historie van Belgis van Marcus van Vaernewyck, is in "eene beknopte beschryvings-lyst der beroemdste Gentenaers" een bijzonder lovend portret van componist Verheyen gemaakt, die toen een decennium niet meer bij de levenden was. Het oordeel luidt als volgt:
Verheyen (Pieter), briefwisselende lid van het koninglyk nederlandsch institut van konsten en wetenschappen, in het jaer 1817 (sic) in eenen hoogen ouderdom binnen zyne geborte-stad overleden, is eenen uytmuntenden toonkundigen en toonkonstoeffenaer geweest, die vele muziek-stukken, welke de kenteekens van een groot vernuft en konstvollen smack draegen, verscheyde missen en andere kerk-muziek-stukken heeft gemaekt, welke van tyd tot tyd in onze kerken uytgevoert worden.
Zijn betekenis voor het Gentse cultuurleven blijkt ook uit het gegeven dat hij daar een van de oprichters van de Société des Beaux-Arts was.
- Bibliothèque nationale de France: cb162547159 (data)
- Biografisch Portaal: 60129910
- Gemeinsame Normdatei: 120436612
- International Standard Name Identifier: 0000 0001 0973 9117
- Library of Congress Control Number: no98120729
- MusicBrainz: e35d8850-b3a5-49b7-8cf7-56adc9c39b80
- Nederlandse Thesaurus van Auteursnamen: 181688980
- Virtual International Authority File: 54978928
- WorldCat: E39PBJqbpFqhWT63fybbQVgdwC